# 小口高 (地形学者)
小口 高（おぐち たかし、1963年 - ）は、日本の地理学者。専門分野は、地理情報科学（GIS、DEM、RS）、地形学（河川・斜面・地形計測）、第四紀学（日本・中近東）。東京大学教授。

## 来歴
1963年、長野県に生まれる。1996年、博士論文 『日本の山地とその下流部における侵蝕・堆積過程の量的検討』 で博士（理学）を取得する。
東京大学大学院理学系研究科地球惑星科学専攻担当、東京大学大学院新領域創成科学研究科自然環境学専攻担当、メンフィス大学大学院地球科学系客員教授などを歴任する。2014年から2018年まで東京大学空間情報科学研究センターセンター長を務める。
山地斜面から下流の河成段丘まで含めた範囲での土砂移動や地形計測に関しての研究を行っている。日本のこの分野においてGISを用いて先駆的な研究を進めてきた。GISを用いた人文現象と自然環境の関係に関する研究も積極的に行っている。また、エルゼビアが発行している地形学の国際誌 Geomorphology の編集委員長を2003年から現在まで継続して務めるなど、国際的に活動している。
2015年2月にはクローズアップ現代「“地図力”が社会を変える!」（NHK）に出演した。

## 略歴
- 1963年 長野県諏訪市にて出生。
- 長野県諏訪清陵高等学校卒業。
- 1985年 東京大学理学部地理学科卒業。
- 1991年 東京大学大学院理学系研究科単位取得満期退学。東京大学理学部助手。
- 1996年 東京大学 博士（理学）。
- 1997年-1998年 アリゾナ大学、英国水文学研究所（英語版）研究員。
- 1998年 東京大学空間情報科学研究センター准教授。
- 2009年 東京大学空間情報科学研究センター教授。
- 2010年 東京大学空間情報科学研究センター副センター長。
- 2014年 東京大学空間情報科学研究センターセンター長。
- 2018年 地理情報システム学会会長[8]。
- 2019年 日本地形学連合会長[8]。
- 2020年 日本地理学会理事長[8]。
- 2022年 日本地理学会会長[8]。

## 受賞
- 1995年 日本地理学会研究奨励賞
- 2008年 IGU COMLAND Award[9]